# HK USC半自動卡賓槍
USC（Universal Self loading Carbine，中文譯作：通用自動裝填卡賓槍）是黑克勒-科赫（H&K）以UMP45改造而成的半自動步槍。
為了符合美國1994年成立的聯邦突擊武器禁制法案（Federal Assault Weapons Ban，AWB），USC裝有16寸槍管、不能與UMP45相容的10發彈匣、半自動扳機及運動步槍式槍托（槍托與握把相連），保留機匣頂部的戰術導軌，亦可在其他位置增加導軌。價格比HK SL8（HK G36民用型）便宜。